# Manuel de Solà-Morales i Rubió
Manuel de Solà-Morales i Rubió (n. Vitoria-Gasteiz, 8 ianuarie 1939, d. Barcelona, 27 februarie 2012) a fost un arhitect spaniol de origine catalană cu o impresionantă carieră internațională, interesat în special de domeniul planificării urbane.

## Proiecte

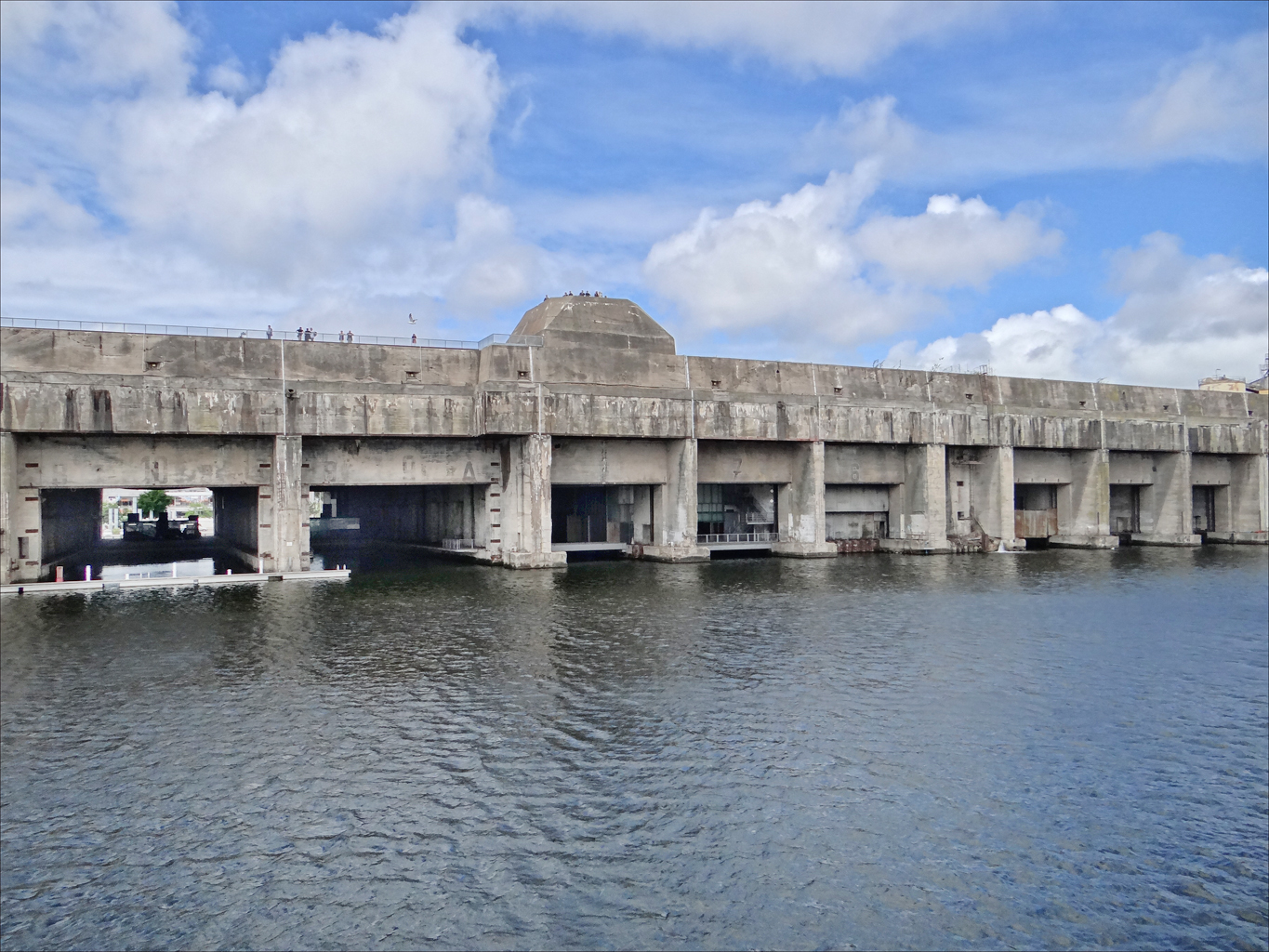
Renovarea vechii baze navale din Saint-Nazaire în cadrul proiectului Ville-Port

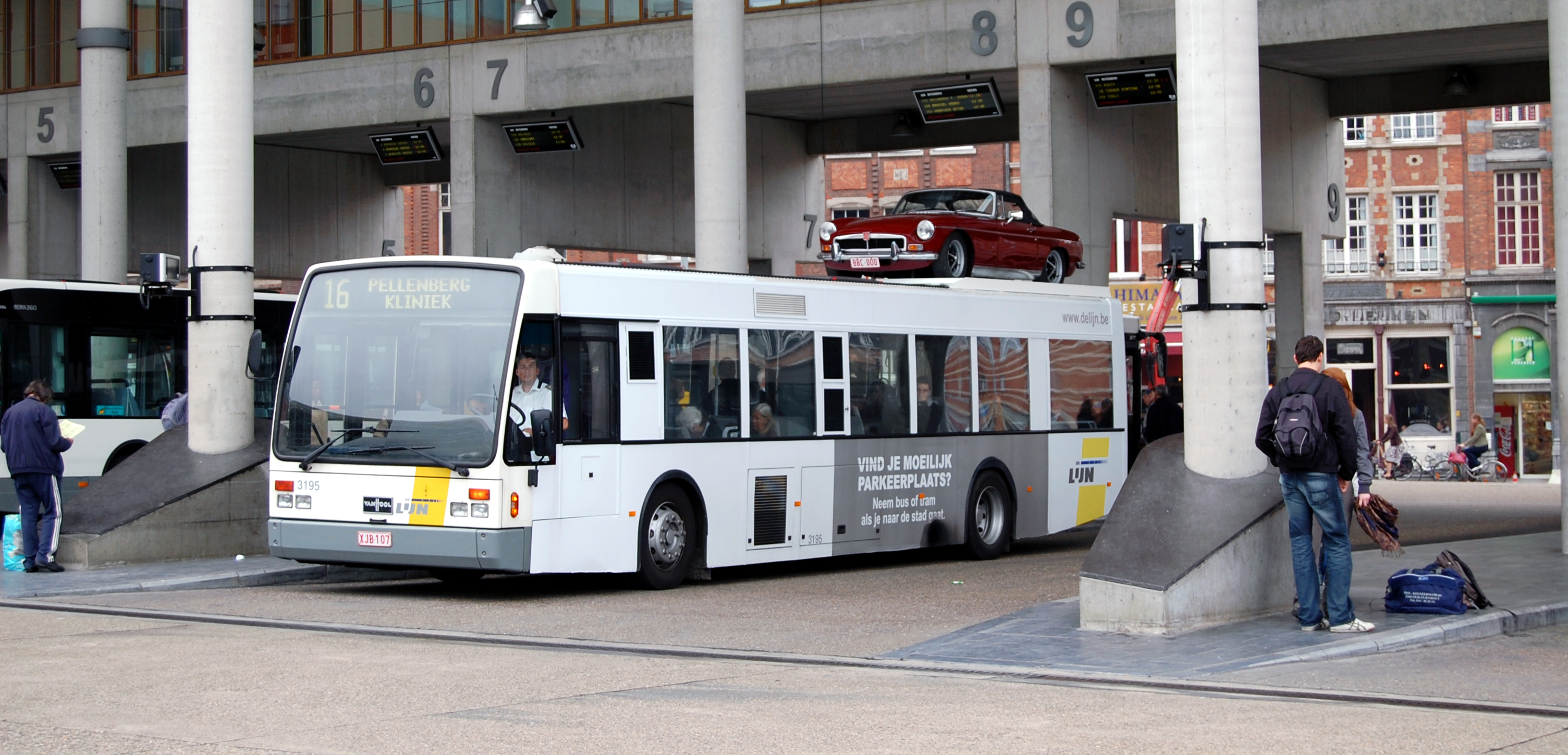
Autobuze ale De Lijn în autogara proiectată de Manuel de Solà-Morales în Leuven

### Spania
În Barcelona, Manuel de Solà-Morales s-a implicat în mai multe proiecte, printre care:
- renovarea, în 1981-1984, a cheiurilor din Port Vell (portul vechi);
- proiectarea hotelului, a clădirilor de birouri și a centrului comercial din zona de început a bulevardului Avinguda Diagonal din Sant Martí (în 1986-1993);
- transformarea fostei cazarme militare din districtul Sant Andreu (în 2006-2011);

Primele lui mari proiecte în afara Barcelonei au fost construcția Plaza de la Marina din Málaga (1983-1989), înnoirea orașului Alcoy prin construirea cartierului Barrio de la Sang (în 1989-1997) și construcția Barri del Carme în Reus (2002-2011). În Provincia Barcelona, el s-a ocupat de realizarea noului cartier Torresana din Terrassa (între 2006-2011).

### Portugalia
În Portugalia, arhitectul a lucrat, între anii 2000 și 2004, la Passeio Atlântico, un amplu proiect de reamenajare a falezei orașului Porto în zona graniței administrative cu Matosinhos. Proiectul a presupus redefinirea parcului Cidade de Porto și a relației acestuia cu sistemul de plaje de-a lungul litoralului, a grădinilor Montevideu și a promenadei de pe faleză în lungul bulevardului Avenida de Montevideu. Strada Avenida Marginal a fost transformată într-un viaduct, ceea ce a permis conectarea directă a parcului Cidade de Porto cu plajele de pe malul Atlanticului.

### Franța
În Franța, între 1998 și 2002, Manuel de Solà-Morales s-a ocupat de renovarea și reamenajarea vechiului port din Saint-Nazaire în cadrul proiectului Ville-Port (în română Oraș-Port), lansat în 1996. Acesta constata că, de decenii bune după război, orașul era complet separat de portul său din cauza fostei baze germane pentru submarine U-boot, un buncăr din beton lung de 300 de metri. Proiectul arhitectului catalan a realizat conexiunea între oraș și port, integrând baza pentru submarine și transformând-o practic în principala atracție a zonei. Din anul 2000, aceasta adăpostește un muzeu unic, iar în vecinătate au fost construite ansambluri de locuințe, un supermagazin și un cinematograf.

### Belgia
Cel mai cunoscut proiect al arhitectului catalan în Belgia este autogara De Lijn situată în apropierea Gării Leuven. În 1990, Solà-Morales s-a implicat în proiectul inițial al reamenajării cartierului Eilandje din Antwerpen. Ulterior, el a proiectat noul aspect al bulevardului De Keyserlei. Viitoarea înfățișare a Pieței Operei din Antwerpen, în cadrul investiției Noorderlijn, se bazează, de asemenea, pe planurile sale.

### Olanda
Manuel de Solà-Morales a lucrat la Winschoterkade din Groningen și la reamenajarea noului bulevard din Scheveningen, care a fost terminată în aprilie 2013. Principiile de bază puse în operă de arhitect au fost: plăcerea de a te plimba, admirarea panoramei, interacțiunea dintre oameni, plaja și pavilioanele. Proiectul se caracterizează prin niveluri diferite, materiale alese cu grijă și schema cromatică.
Totuși, planul conceput de De Solà-Morales pentru cartierul Rijnboog din Arnhem, care includea și un port, nu s-a materializat, din cauza costurilor mari.

## Premii și distincții
- Premiul Național de Urbanism al Spaniei (1983)
- Premio Ciudad de Barcelona (1986)
- Premiul Bienal de Arhitectură Spaniolă (1994)
- Premiul FAD (1994)
- Premiul IberFAD (1999)
- Marele Premiu de Urbanism al Europei (2000)
- Premiul Narcís Monturiol (2000)
- Premiul de Urbanism al Cataloniei (2004)
- Premiul „Rey Jaume I” pentru urbanism, peisagistică și sustenabilitate al autoguvernării Valenciei (2008)
- Premiul Creu de Sant Jordi al guvernului catalan (2009)

## Publicații avându-l ca autor sau editor
- Cerdà-Eixample, Ediciones UPC, Barcelona, 2010
- Prat Nord, Ediciones de Cantonada, Barcelona, 2009
- Urbanitat Capil.lar, (editor) Ed. Lunwerg, Barcelona, 2009
- A Matter of Things..., Ed. Nai Publishers, Rotterdam, 2008 / De cosas urbanas, ed. Gustavo Gili, Barcelona, 2008
- Deu lliçons sobre Barcelona. Ten Lessons on Barcelona, COAC, Barcelona, 2008
- Joan Rubió i Bellver: arquitecte modernista, (editor) COAC, Barcelona, 2007
- Ciutats, Cantonades. Cities, Corners, (editor) Lundweg, Barcelona, 2004
- Les formes de creixement urbà, Ediciones UPC, Barcelona, 1993
- Barcelona: remodelación capitalista o desarrollo urbano en el sector de la Ribera Oriental, Ed. Gustavo Gili, Barcelona, 1974

## Monografii
- Manuel de Solà: Progettare Città / Designing cities, Lotus Quaderni 23, Electa, Milano, 1999
- Manuel de Sola, Proyectos Urbanos 1986-1991 Geometría 14, Málaga, 1991
- Passei Atlantico, Cabinetul coordonatorului de programe Polis Lisboa, martie 2002.
- Moll de la Fusta, Fundația Manieri, Veneția, Phalaris nº4, 1987